# Traité de Fort Stanwix
Pour l’article homonyme, voir Traité de Fort Stanwix (1784).

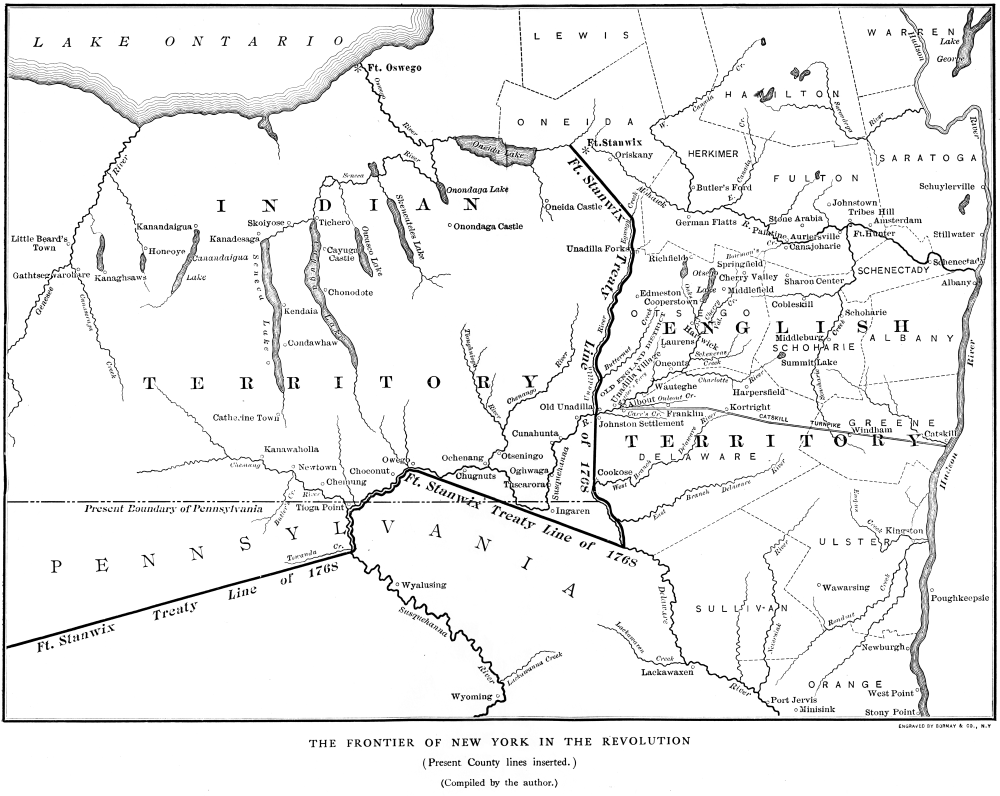
Une partie de la ligne du Traité de Fort Stanwix de 1768, montrant la frontière dans l'État de New York

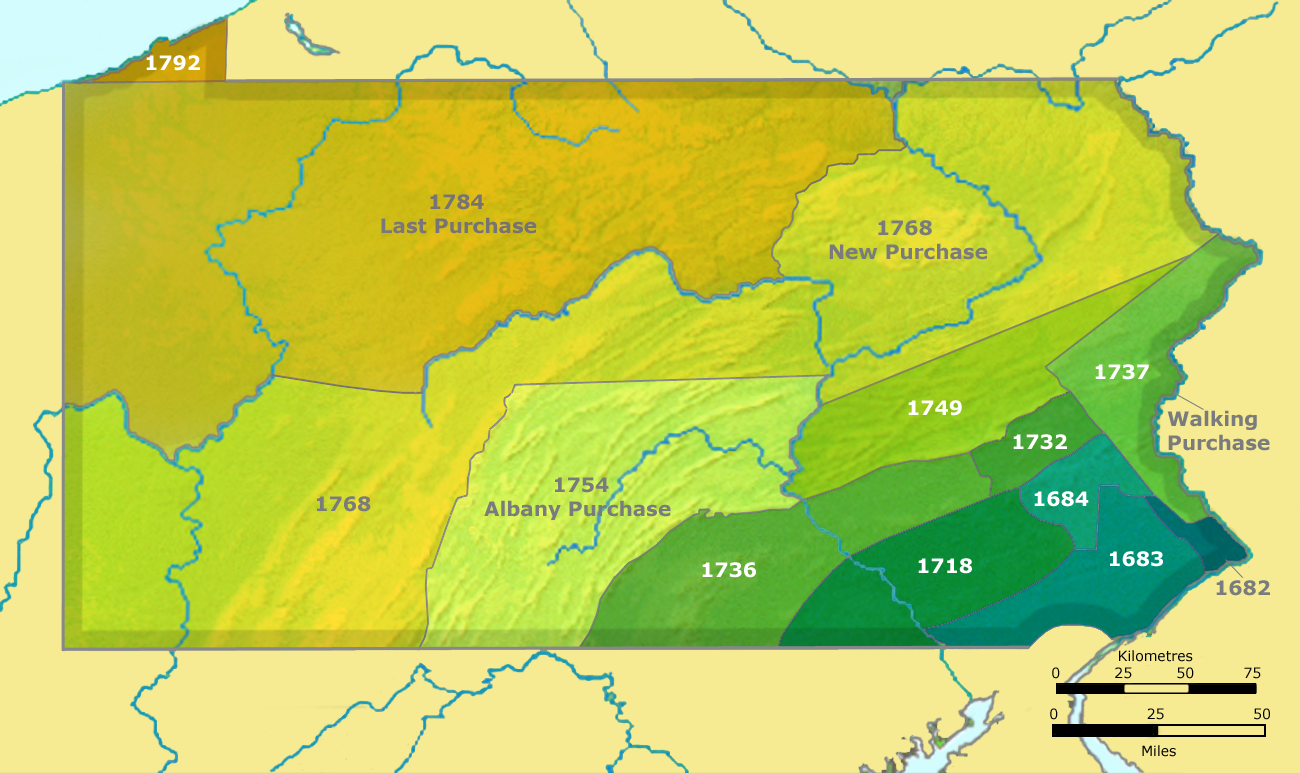
Carte montrant la nouvelle extension de 1768 en Pennsylvanie.

Le traité de Fort Stanwix est un important traité conclu entre les Nord-Amérindiens et l'Empire britannique. Il fut signé le 5 novembre 1768 à Fort Stanwix, situé de nos jours à Rome dans l'État de New York. Il fut négocié par Oliver Wolcott et les représentants des Six Nations (les Iroquois).
Pour les Britanniques, l'objectif de ce traité était de repousser plus à l'ouest la limite de leurs colonies sur les terres appartenant jusque-là aux Amérindiens. Il s'agissait ainsi de modifier le tracé de la frontière qui avait été fixé précédemment lors de la Proclamation royale de 1763. Depuis cette proclamation, de nombreuses violences entre les colons et les Amérindiens avaient lieu le long de la frontière. Les Amérindiens espéraient de leur côté arrêter l'expansion britannique grâce à ce dernier compromis.
Le traité de Fort Stanwix faisait suite à la pression démographique des colons européens et du développement économique local qui attira de nombreux spéculateurs à l'ouest des montagnes Appalaches. À la suite des demandes pressantes des colons et des spéculateurs, les autorités britanniques poussèrent les Iroquois et les Cherokees à offrir une partie supplémentaire de leur territoire. Ces derniers eurent le choix entre accepter ou devoir résister aux forces britanniques de plus en plus puissantes dans la région. Affaiblis par les autres combats récents, les tribus choisirent d'offrir une partie de leurs terres. En 1768, les Iroquois acceptèrent de laisser tomber leur vue sur la vallée de l'Ohio en espérant ne pas voir arriver les Britanniques dans leurs terres.
Le traité final fut signé le 5 novembre 1768 par les Six nations amérindiennes de la région. Les Britanniques étaient représentés par des représentants du New Jersey, de la Virginie et de la Pennsylvanie.
Le peuple Iroquois offrait par exemple des portions de l'actuel Kentucky (vallée de l'Ohio) à la colonie de Virginie. Il est intéressant de remarquer que cette zone n'était pourtant pas habitée par les Iroquois mais par les Shawnees, Lenapes et Cherokees qui eux n'étaient pas bien représentés lors de la signature du traité. En fait d'un traité de paix et de stabilisation, il ne s'agissait que d'une simple étape de l'avancée des colons qui amena plus tard d'autres combats le long de la rivière Ohio dont le point culminant fut la guerre de Dunmore (1774-1775).
Le traité concerna également des marchandages de territoires entre les Six nations et la famille Penn propriétaire de la Pennsylvanie. Les frontières exactes seront encore contestées durant cinq années après le traité. La ligne exacte de cette frontière dénommée Purchase line fut fixée en 1773. La réunion eut lieu entre les représentants de la Pennsylvanie et les Six nations à la confluence de la rivière West Branch of the Susquehanna River et du Cush Cushion Creek.